# Scaptotrigona bipunctata
Scaptotrigona bipunctata är en biart som först beskrevs av Amédée Louis Michel Lepeletier 1836. Scaptotrigona bipunctata ingår i släktet Scaptotrigona och tribuset gaddlösa bin. Inga underarter finns listade.

## Utseende
Ett litet bi, arbetaren har en längd på drygt 4 mm. Färgen är svart med orange till rödbruna vingar. Den yttersta delen av käkarna är klarröd, och på varje sida av munskölden har den en ljus fläck.

## Ekologi
Släktet Scaptotrigona tillhör de gaddlösa bina, ett tribus (Meliponini) av sociala bin som saknar fungerande gadd. De har dock kraftiga käkar, och kan bitas ordentligt. Boet, som har flera ingångar, förläggs i marken eller i naturliga håligheter och försvaras aggressivt.

## Utbredning
Utbredningsområdet omfattar centrala Sydamerika från Peru i väster till Brasilien i öster.